# Taça Challenge de Râguebi
A Taça Challenge de Râguebi (em inglês: European Challenge Cup), é a segunda competição de clubes de rugby organizados pela European Rugby Cup (ERC). A Taça era conhecida como Parker Pen Shield de 2001 a 2003 e Parker Pen Challenge Cup de 2003 a 2005.
A Taça Challenge de Râguebi é disputada por equipes de Inglaterra, França, País de Gales, Irlanda, Itália, Escócia, África do Sul e por vezes da Geórgia, Roménia, Rússia, Espanha e Portugal.

## Formato

### Qualificação
20 equipas se qualificam para a Taça Challenge de Râguebi.
18 dessas equipas se qualificam automaticamente a partir do Campeonato Inglês, do francês Top 14 e da Liga Pro 12 de Rugby, nos lugares a seguir à equipas apuradas para a Liga dos Campeões de Râguebi.
As restantes duas vagas são atribuídas através de um torneio de qualificação, em que participam clubes de outros países que não as 6 principais nações (excepção feita da Itália). Tal como na Liga do Campeões, o formato do torneio de qualificação não é constantes e varia consoante a edição assim como os países representados, embora a tendência seja a inclusão de um maior número de nações. (4 equipas em 2013-14, 6 em 2014-15 e 8 em 2015-16).

### Fase de grupos
A fase de grupos consiste em 5 grupos de 4 equipas cada. As equipas são classificadas com base no desempenho nos campeonatos nacionais da temporada anterior, e dispostos em quatro potes de cinco equipas. As equipas são então sorteadas dos potes de forma aleatória, com a restrição de que um grupo não pode conter duas equipas do mesmo país ou campeonato, até ao sorteio do pote 4, que irá conter até uma equipa inglesa e/ou até 3 equipas francesas, bem como as duas equipas da fase de qualificação.
Em cada grupo as equipas jogam num sistema todos contra todos a duas voltas com o sistema de pontuação habitual: quatro pontos para uma vitória, dois para um empate, um ponto de bónus por marcar quatro ou mais ensaios, e outro ponto de bónus por perder uma partida por sete pontos ou menos.

### Fase a eliminar
Os vencedores de cada grupo, além dos três segundos colocados que mais pontuaram, passam para a fase a eliminar. Os confrontos são definidos de acordo com a pontuação de cada equipa (os classificados em segundo lugar sempre ficam nas últimas posições), sendo que a equipa que mais pontuou enfrenta o oitavo; o segundo, o sétimo; e assim por diante. É uma partida única sempre disputada na casa dos 4 primeiras equipas da fase de grupos.
As meias-finais são disputadas num só jogo, sendo os jogos como a equipa da casa definido através de sorteio.
O local onde será disputada a final é sempre previamente escolhido na temporada anterior.

## Edições
| Temporada        | Campeão            | Placar       | Vice                | Local                             | Público |
| ---------------- | ------------------ | ------------ | ------------------- | --------------------------------- | ------- |
| 1996-97          | Bourgoin           | 18-9         | Castres             | Stade de la Méditerranée, Béziers | 10,000  |
| 1997-98          | Colomiers          | 43-5         | Agen                | Stade des Sept Deniers, Toulouse  | 12,500  |
| 1998-99          | Montferrand        | 35-16        | Bourgoin            | Stade de Gerland, Lyon            | 31,986  |
| 1999-00          | Pau                | 34-21        | Castres             | Stade des Sept Deniers, Toulouse  | 6,000   |
| 2000-01          | NEC Harlequins     | 42-33        | Narbonne            | Madejski Stadium, Reading         | 10,013  |
| 2001-02          | Sale Sharks        | 25-22        | Pontypridd          | Kassam Stadium, Oxford            | 12,000  |
| 2002-03          | London Wasps       | 48-30 relato | Bath Rugby          | Madejski Stadium, Reading         | 18,074  |
| 2003-04          | NEC Harlequins     | 27-26 relato | Montferrand         | Madejski Stadium, Reading         | 13,123  |
| 2004-05          | Sale Sharks        | 27-3         | Pau                 | Kassam Stadium, Oxford            | 7,230   |
| 2005-06          | Gloucester RFC     | 36-34 (aet)  | London Irish        | The Stoop, Londres                | 12,053  |
| 2006-07          | Clermont Auvergne  | 22-16 relato | Bath Rugby          | The Stoop, Londres                | 10,134  |
| 2007-08          | Bath Rugby         | 24-16 relato | Worcester Warriors  | Kingsholm Stadium, Gloucester     | 16,157  |
| 2008-09          | Northampton Saints | 15-3 relato  | CS Bourgoin-Jallieu | The Stoop, Londres                | 9,260   |
| 2009-10          | Cardiff Blues      | 28-21 relato | Toulon              | Stade Vélodrome, Marselha         | 48,990  |
| 2010-11          | Harlequins         | 19-18 relato | Stade Français      | Cardiff City Stadium, Cardiff     | 12,236  |
| 2011-12          | Biarritz Olympique | 21-18 relato | Toulon              | The Stoop, Londres                | 9,376   |
| 2012-13 Detalhes | Leinster           | 34-13 relato | Stade Français      | RDS Arena, Dublin                 | 20,396  |
| 2013-14          | Northampton Saints | 30-16 relato | Bath Rugby          | Cardiff Arms Park, Cardiff        | 12,483  |
| 2014-15          | Gloucester         | 19-13        | Edimburgo           | Twickenham Stadium, Londres       | 14,316  |
| 2015-16          | Montpellier        | 26–19        | Harlequins          | Parc Olympique Lyonnais, Lyon     | 28,556  |
| 2016–17          | Stade Français     | 25–17        | Gloucester          | Murrayfield Stadium, Edimburgo    | 24,494  |
| 2017–18          | Cardiff Blues      | 31–30        | Gloucester          | San Mamés, Bilbao                 | 32,543  |
| 2018–19          | Clermont           | 36–16        | La Rochelle         | St James' Park, Newcastle         | 28,438  |

## Campeões

### Por time
| Ranking | Time               | Liga nacional        | Campeão | Vice |
| ------- | ------------------ | -------------------- | ------- | ---- |
| 1       | Clermont           | Top 14               | 3       | 1    |
| 1       | Harlequins         | Guinness Premiership | 3       | 1    |
| 3       | Gloucester         | Guinness Premiership | 2       | 2    |
| 4       | Cardiff Blues      | Pro 12               | 2       | 0    |
| 4       | Sale Sharks        | Guinness Premiership | 2       | 0    |
| 4       | Northampton Saints | Guinness Premiership | 2       | 0    |
| 7       | Bath Rugby         | Guinness Premiership | 1       | 3    |
| 8       | Bourgoin           | Top 14               | 1       | 2    |
| 8       | Stade Français     | Top 14               | 1       | 2    |
| 10      | Pau                | Top 14               | 1       | 1    |
| 11      | Colomiers          | Top 14               | 1       | 0    |
| 11      | London Wasps       | Guinness Premiership | 1       | 0    |
| 11      | Biarritz Olympique | Top 14               | 1       | 0    |
| 11      | Leinster           | Pro 12               | 1       | 0    |
| 11      | Montpllier         | Top 14               | 1       | 0    |
| 16      | Castres            | Top 14               | 0       | 2    |
| 16      | Toulon             | Top 14               | 0       | 2    |
| 18      | Agen               | Top 14               | 0       | 1    |
| 18      | Narbona            | Top 14               | 0       | 1    |
| 18      | Pontypridd         | Pro 12               | 0       | 1    |
| 18      | London Irish       | Guinness Premiership | 0       | 1    |
| 18      | Worcester Warriors | Guinness Premiership | 0       | 1    |
| 18      | Edimburgo          | Pro 12               | 0       | 1    |
| 18      | La Rochelle        | Top 14               | 0       | 1    |

### Por país
| Ranking | País          | Campeão | Vice |
| ------- | ------------- | ------- | ---- |
| 1       | Inglaterra    | 11      | 8    |
| 2       | França        | 9       | 13   |
| 3       | País de Gales | 3       | 1    |
| 4       | Irlanda       | 1       | 0    |
| 5       | Escócia       | 0       | 1    |